# Анаевское сельское поселение
Анаевское се́льское поселе́ние — муниципальное образование в Зубово-Полянском районе Мордовии Российской Федерации.
Административный центр — село Анаево.

## История
Статус и границы сельского поселения установлены Законом Республики Мордовия от 7 февраля 2005 года № 12-З «Об установлении границ муниципальных образований Зубово-Полянского муниципального района, Зубово-Полянского муниципального района и наделении их статусом сельского поселения, городского поселения и муниципального района».
Законом от 17 мая 2018 года N 40-З Студенецкое сельское поселение и сельсовет были упразднены, а входившие в их состав населённые пункты (село Студенец и посёлки Искра и Тупик 9 км) были включены в состав Анаевского сельского поселения и сельсовета с административным центром в селе Анаево.
Законом от 24 апреля 2019 года, в Анаевское сельское поселение (сельсовет) были включены все населённые пункты двух упразднённых сельских поселений (сельсоветов): Вадово-Селищинского и Каргашинского.

## Население
| 2002 | 2010 | 2012 | 2013  | 2014  | 2015 | 2016 |
| ---- | ---- | ---- | ----- | ----- | ---- | ---- |
| 755  | ↘572 | ↘553 | ↘529  | ↘496  | ↘462 | ↗466 |
| 2017 | 2018 | 2019 | 2020  | 2021  |      |      |
| ↘457 | ↘434 | ↗521 | ↗1107 | ↘1033 |      |      |

## Состав сельского поселения
| №  | Населённый пункт | Тип населённого пункта | Население |
| -- | ---------------- | ---------------------- | --------- |
| 1  | Анаево           | село                   | ↘367      |
| 2  | Вадовские Селищи | село                   | ↘289      |
| 3  | Даниловка        | посёлок                | ↗28       |
| 4  | Заря             | посёлок                | ↘18       |
| 5  | Искра            | посёлок                | ↘5        |
| 6  | Казеевка         | посёлок                | ↘49       |
| 7  | Каргашино        | село                   | ↘375      |
| 8  | Крюковка         | посёлок                | ↘38       |
| 9  | Од Веле          | посёлок                | ↘22       |
| 10 | Парца            | посёлок                | ↘0        |
| 11 | Пичаловка        | посёлок                | ↘19       |
| 12 | Пичевка          | посёлок                | ↘167      |
| 13 | Подлясово        | село                   | ↘93       |
| 14 | Промзино         | село                   | ↘24       |
| 15 | Романовка        | посёлок                | ↘4        |
| 16 | Студенец         | село                   | ↘123      |
| 17 | Тупик 9 км       | посёлок                | ↘8        |